# Elecciones estatales de Campeche de 1985
Las elecciones estatales de Campeche de 1985 se realizaron el domingo 7 de julio de 1985 y en ellas se renovaron los siguientes cargos de elección popular del estado mexicano de Campeche:
- Gobernador de Campeche: Titular del Poder Ejecutivo del estado, electo para un periodo de seis años, sin derecho a reelección. El candidato electo fue Abelardo Carrillo Zavala.
- 8 ayuntamientos. Compuestos por un presidente municipal y sus regidores, electos para un periodo de tres años.

## Resultados

### Gobernador
|  | 96.27 % |

|  | 2.39 % |

|  | 0.64 % |

|  | 0.37 % |

|  | 0.25 % |

|  | 99.96 % |

|  | 0.04 % |

### Ayuntamientos
|  | 97.35 % |

|  | 1.22 % |

|  | 0.52 % |

|  | 0.37 % |

|  | 99.49 % |

|  | 0.51 % |